# لیتل استاوتون
لیتل استاوتون (به انگلیسی: Little Staughton) یک روستا و محله مدنی در بریتانیا است که در Bedford واقع شده‌است. لیتل استاوتون ۴۴۰ نفر جمعیت دارد.